# Modus tollens
Modus tollens (łac. modus tollendo tollens – sposób zaprzeczający przy pomocy zaprzeczenia) – wnioskowanie logiczne, reguła logiki mówiąca, że jeśli zaakceptujemy, że z {\displaystyle X} wynika {\displaystyle Y} oraz że {\displaystyle Y} jest fałszywe, to musimy zaakceptować też fałszywość {\displaystyle X}:
{\displaystyle [(p\Rightarrow q)\land \lnot q]\Rightarrow \lnot p.}
„Modus tollendo tollens – tryb obalający [...] przez obalenie [...]. Jest to inna postać »sylogizmu kategoryczno-hipotetycznego«. Zastosowania: Jeżeli nie ma śladów uderzeń na zwłokach, a przy tym gdyby zmarły był bity przed śmiercią, to by były ślady uderzeń na zwłokach, tedy nieprawda, że zmarły był bity przed śmiercią.” Tadeusz Kotarbiński, Elementy teorii poznania, logiki formalnej i metodologii nauk.